# Cotyloplana
Cotyloplana ist eine Gattung der Landplanarien im Tribus Rhynchodemini.

## Merkmale
Individuen der Gattung Cotyloplana haben einen flachen Körper mit einer breiten Kriechsohle. Auf der Bauchseite befindet sich am Vorderende vor der Kriechsohle ein Saugnapf. Der Kopulationsapparat hat ein großes männliches Atrium genitale, in dem eine kleine, stumpfe Penispapille sitzt. Ein Divertikel öffnet sich zum Atrium von der hinteren Wand aus.

## Arten
Der Gattung Cotyloplana gehören zwei Arten an:
- Cotyloplana borneensis de Beauchamp, 1933
- Cotyloplana punctata Spencer, 1892